# Sainte-Anastasie-sur-Issole
Pour les articles homonymes, voir Sainte-Anastasie.
Sainte-Anastasie-sur-Issole est une commune française située dans le département du Var, en région Provence-Alpes-Côte d'Azur.

## Géographie

### Localisation
Sainte-Anastasie-sur-Issole fait partie des 39 communes du Pays de la Provence Verte labellisé Pays d’art et d’histoire.

### Communes limitrophes
Les communes limitrophes sont  Besse-sur-Issole, Camps-la-Source, Forcalqueiret, Puget-Ville et Rocbaron.

### Relief et géologie
La superficie de la commune est de 10,71 km2 ; son altitude varie de 269  à   580 mètres.
Village situé dans la moyenne vallée de l’Issole qui le longe, à flanc de colline, dominé par la Barre de Saint Quinis, qui culmine à 585 mètres.

### Hydrographie

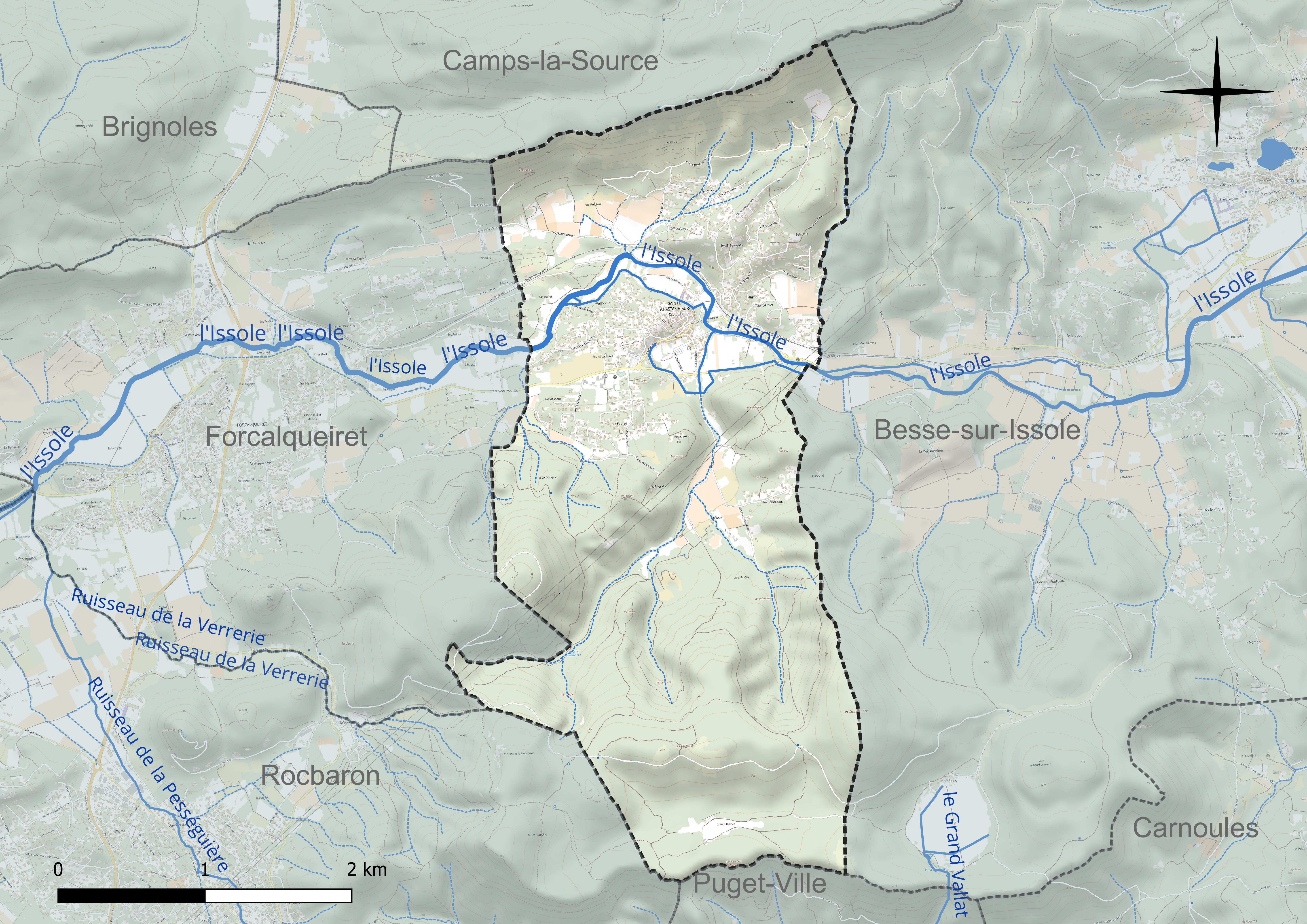
Carte hydrographique de la commune.

La commune est drainée par l'Issole,,.
La liste de problèmes et mesures complémentaires associés à la masse d'eau qui a été établie est issue du Programme de mesure du SDAGE adopté fin 2009[pas clair].

### Climat
Pour des articles plus généraux, voir Climat de Provence-Alpes-Côte d'Azur et Climat du Var.
En 2010, le climat de la commune est de type climat méditerranéen franc, selon une étude du Centre national de la recherche scientifique s'appuyant sur une série de données couvrant la période 1971-2000. En 2020, Météo-France publie une typologie des climats de la France métropolitaine dans laquelle la commune est exposée à un climat méditerranéen et est dans une zone de transition entre les régions climatiques « Provence, Languedoc-Roussillon » et « Var, Alpes-Maritimes ».
Pour la période 1971-2000, la température annuelle moyenne est de 13,8 °C, avec une amplitude thermique annuelle de 15,5 °C. Le cumul annuel moyen de précipitations est de 880 mm, avec 6,4 jours de précipitations en janvier et 2 jours en juillet. Pour la période 1991-2020, la température moyenne annuelle observée sur la station météorologique de Météo-France la plus proche, « Cuers », sur la commune de Cuers à 12 km à vol d'oiseau, est de 15,5 °C et le cumul annuel moyen de précipitations est de 778,9 mm. 
La température maximale relevée sur cette station est de 41,3 °C, atteinte le 5 août 2017 ; la température minimale est de −9,3 °C, atteinte le 11 février 2012,,.
Les paramètres climatiques de la commune ont été estimés pour le milieu du siècle (2041-2070) selon différents scénarios d'émission de gaz à effet de serre à partir des nouvelles projections climatiques de référence DRIAS-2020. Ils sont consultables sur un site dédié publié par Météo-France en novembre 2022.

## Urbanisme

### Typologie
Au 1er janvier 2024, Sainte-Anastasie-sur-Issole est catégorisée bourg rural, selon la nouvelle grille communale de densité à sept niveaux définie par l'Insee en 2022.
Elle appartient à l'unité urbaine de Forcalqueiret, une agglomération intra-départementale regroupant deux  communes, dont elle est une commune de la banlieue,,. Par ailleurs la commune fait partie de l'aire d'attraction de Toulon, dont elle est une commune de la couronne,. Cette aire, qui regroupe 35 communes, est catégorisée dans les aires de 200 000 à moins de 700 000 habitants,.

### Occupation des sols

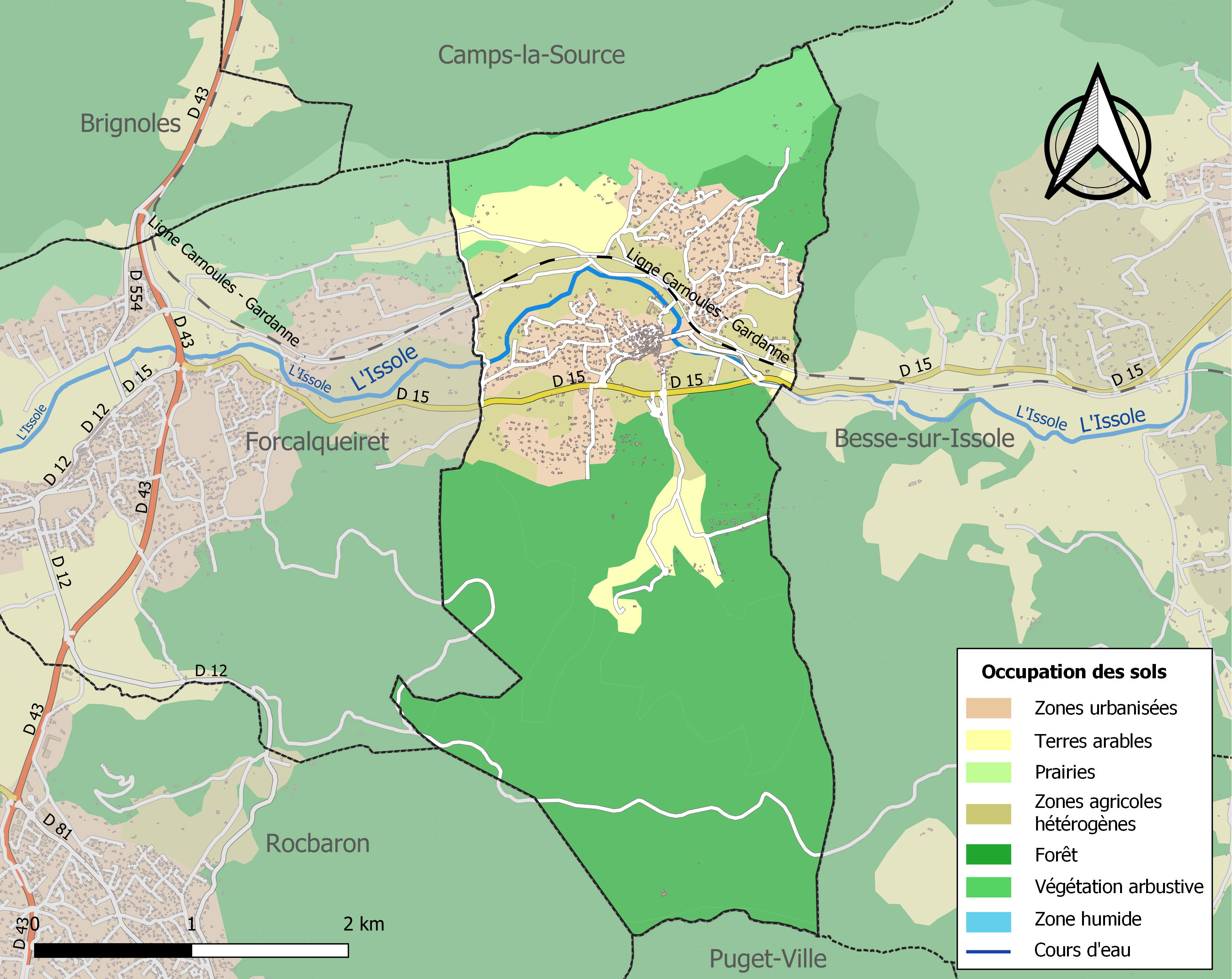
Carte des infrastructures et de l'occupation des sols de la commune en 2018 (CLC).

L'occupation des sols de la commune, telle qu'elle ressort de la base de données européenne d’occupation biophysique des sols Corine Land Cover (CLC), est marquée par l'importance des forêts et milieux semi-naturels (68,3 % en 2018), en diminution par rapport à 1990 (72,5 %). La répartition détaillée en 2018 est la suivante : 
forêts (58,5 %), zones agricoles hétérogènes (13,4 %), zones urbanisées (12 %), milieux à végétation arbustive et/ou herbacée (9,8 %), cultures permanentes (6,4 %). L'évolution de l’occupation des sols de la commune et de ses infrastructures peut être observée sur les différentes représentations cartographiques du territoire : la carte de Cassini (XVIIIe siècle), la carte d'état-major (1820-1866) et les cartes ou photos aériennes de l'IGN pour la période actuelle (1950 à aujourd'hui).

### Morphologie urbaine
La commune, située dans la vallée de  l'Issole, est bâtie à flanc de colline et conserve une typicité rurale.

### Habitat et logement
En 2020, le nombre total de logements dans la commune était de 1 079, alors qu'il était de 1 014 en 2015 et de 936 en 2010.
Parmi ces logements, 83,2 % étaient des résidences principales, 11,6 % des résidences secondaires et 5,2 % des logements vacants. Ces logements étaient pour 86,4 % d'entre eux des maisons individuelles et pour 12,5 % des appartements.
Le tableau ci-dessous présente la typologie des logements à Sainte-Anastasie-sur-Issole en 2020 en comparaison avec celle du Var et de la France entière. Une caractéristique marquante du parc de logements est ainsi une proportion de résidences secondaires et logements occasionnels (11,6 %) inférieure à celle du département (24,9 %) mais supérieure à celle de la France entière (9,7 %). Concernant le statut d'occupation de ces logements, 78,8 % des habitants de la commune sont propriétaires de leur logement (79,6 % en 2015), contre 58,3 % pour le Var et 57,5 pour la France entière.
| Typologie                                               | Sainte-Anastasie-sur-Issole | Var  | France entière |
| ------------------------------------------------------- | --------------------------- | ---- | -------------- |
| Résidences principales (en %)                           | 83,2                        | 69,1 | 82,1           |
| Résidences secondaires et logements occasionnels (en %) | 11,6                        | 24,9 | 9,7            |
| Logements vacants (en %)                                | 5,2                         | 6    | 8,2            |

### Planification de l'aménagement
La commune dispose d'un plan local d'urbanisme et relève du schéma de cohérence territoriale de la Provence verte, approuvé en janvier 2014.

### Voies de communications et transports

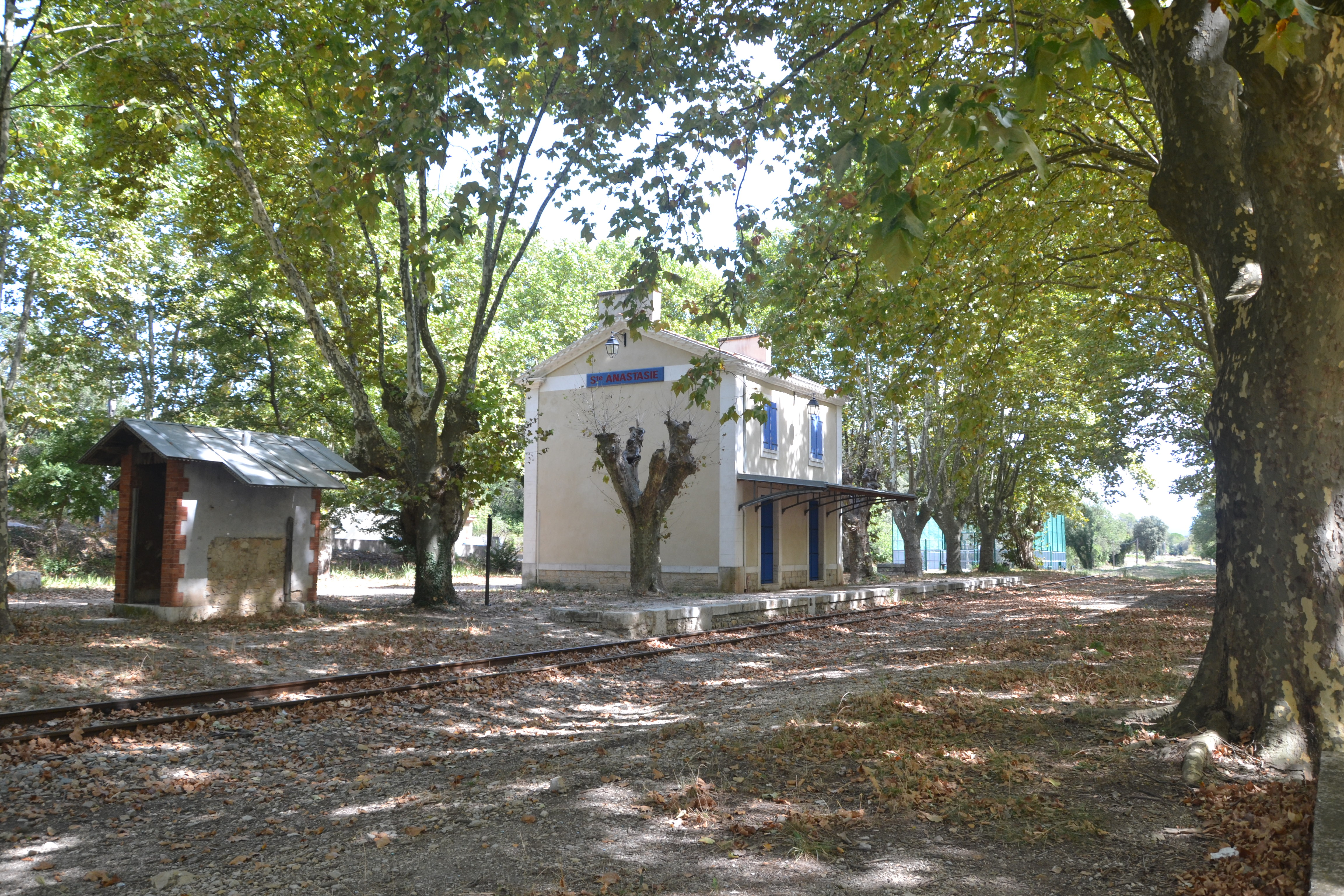
Ancienne gare de Sainte-Anastasie-sur-Issole.

Sainte-Anastasie est accessible par la route départementale 15, depuis Flassans-sur-Issole, à l'est, ou Forcalqueiret, à l'ouest.
La commune est desservie par le réseau régional de transports en commun Zou !.
La ligne de Carnoules à Gardanne, dont le trafic voyageur a cessé en 1939, traverse la commune, mais la station de chemin de fer ouverte la plus proche est la gare de Carnoules, desservie par des TER. La gare TGV la plus proche est celle de Toulon. L'aéroport le plus proche est celui de Toulon-Hyères.
L'ancienne Gare de Sainte-Anastasie-sur-Issole, propriété de la commune et rénovée dans son état original (PLM), est desservie par le train touristique du centre-Var. 

### Risques naturels et technologiques
Commune située dans une zone de sismicité faible.

## Toponyme
Le nom du village évoque le martyre de sainte Anastasie[Laquelle ?], torturée par un légionnaire romain. Repentant, ce dernier se convertit au christianisme et devient saint Just, le saint Patron du village.
Le nom de la commune en provençal est Santo Anastasié.
Sainte Anastasie  désigne plusieurs saintes.

## Histoire

### Préhistoire
Très tôt le territoire de Sainte-Anastasie a été investi par l'homme, comme en témoigne la grotte néolithique de l’Oustalout.

### Moyen Âge
Citée pour la première fois en 1252 sur le cartulaire de l’abbaye de Saint-Victor à Marseille, Sainte-Enestasia dépendait alors de la viguerie d'Hyères, du diocèse de Toulon et du chapitre de Pignans.
La seigneurie allait ensuite appartenir à Hubert de Garde de Vins, puis à différentes familles : aux d'Agoult, aux Forbin et aux Villeneuve.

### Époque contemporaine
Le village actuel a été reconstruit, en grande partie sous le Second Empire.

## Politique et administration

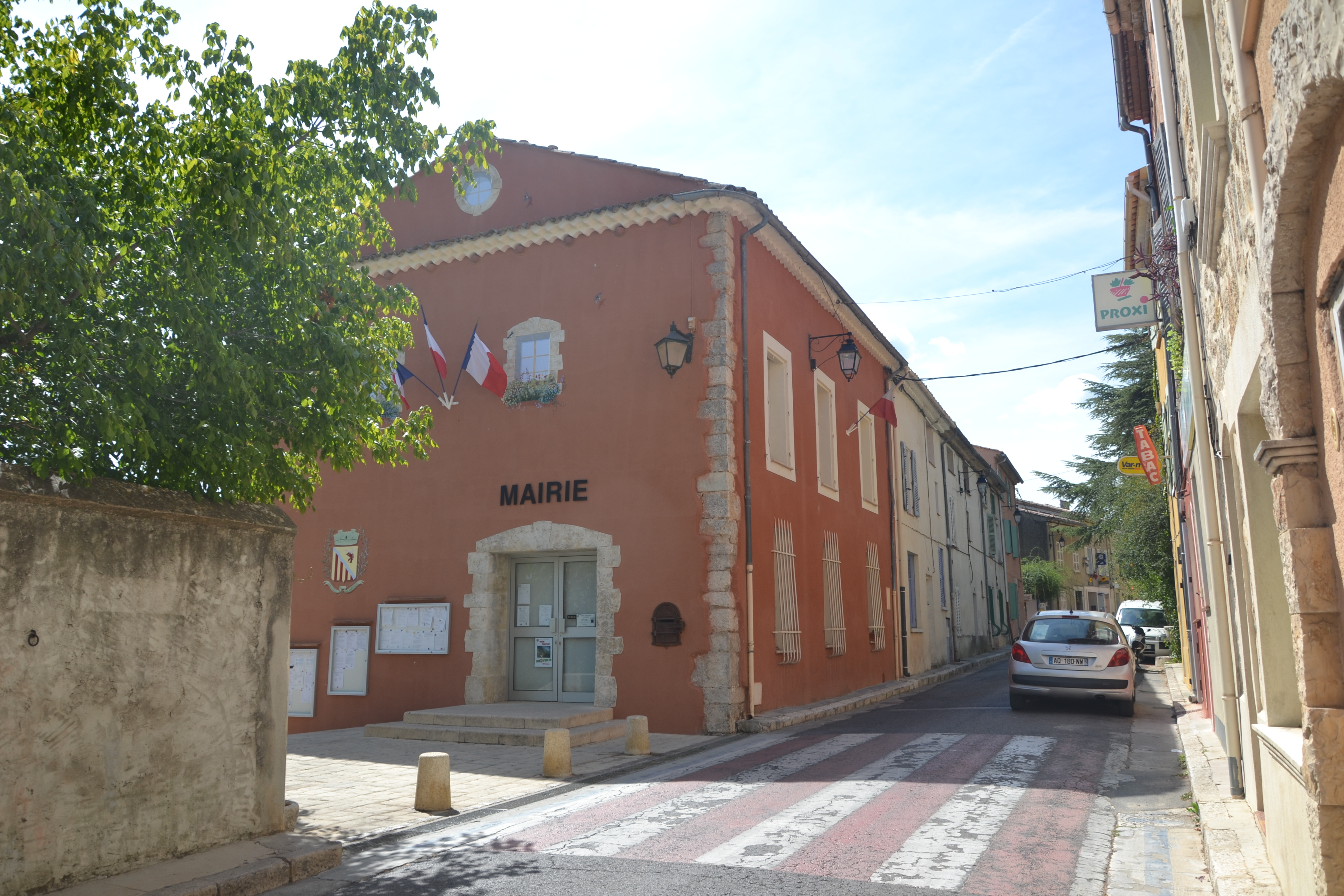
Mairie de Sainte-Anastasie-sur-Issole.

### Rattachements administratifs et électoraux

#### Rattachements administratifs
La commune se trouve depuis 1974 dans l'arrondissement de Brignoles du département du Var.
Elle faisait partie depuis 1801 du canton de La Roquebrussanne. Dans le cadre du redécoupage cantonal de 2014 en France, cette circonscription administrative territoriale a disparu, et le canton n'est plus qu'une circonscription électorale.

#### Rattachements électoraux
Pour les élections départementales, la commune fait partie depuis 2014 du canton de Garéoult
Pour l'élection des députés, elle fait partie de la sixième circonscription du Var.

### Intercommunalité
Sainte-Anastasie-sur-Issole était membre de la communauté de communes du Val d'Issole, un établissement public de coopération intercommunale (EPCI) à fiscalité propre créé fin 2001 et auquel la commune avait transféré un certain nombre de ses compétences, dans les conditions déterminées par le code général des collectivités territoriales.
Dans le cadre des dispositions de la loi portant nouvelle organisation territoriale de la République du 7 août 2015, qui prévoit que les établissements publics de coopération intercommunale (EPCI) à fiscalité propre doivent avoir un minimum de 15 000 habitants, cette intercommunalité a fusionné avec ses voisines  pour former, le 1er janvier 2017, la communauté d'agglomération de la Provence Verte, dont est désormais membre la commune.

### Liste des maires
| Période                                  | Période                        | Identité                      | Étiquette | Qualité                                                                                   |
| ---------------------------------------- | ------------------------------ | ----------------------------- | --------- | ----------------------------------------------------------------------------------------- |
| Les données manquantes sont à compléter. |                                |                               |           |                                                                                           |
|                                          |                                |                               |           |                                                                                           |
| 1792                                     | 1794                           | Jean Martin                   |           |                                                                                           |
| 1794                                     | 1795                           | Louis-François Raynouard      |           |                                                                                           |
| 1795                                     | 1798                           | Louis-Pierre Requier          |           |                                                                                           |
| 1798                                     | 1800                           | Alexandre Grisolle            |           |                                                                                           |
| 1800                                     | 1800                           | Jean-Louis Niviere            |           |                                                                                           |
| 1800                                     | 1812                           | Gabriel Martin                |           |                                                                                           |
| 1812                                     | 1816                           | Jean-Joseph Reboul            |           |                                                                                           |
| 1816                                     | 1821                           | Cyprien Martin                |           |                                                                                           |
| 1821                                     | 1826                           | Charles Martin                |           |                                                                                           |
| 1826                                     | 1831                           | François Feraud               |           |                                                                                           |
| 1831                                     | 1831                           | Jean-Baptiste Martin          |           |                                                                                           |
| 1831                                     | 1835                           | Gabriel Martin                |           |                                                                                           |
| 1835                                     | 1839                           | Édouard Reboul                |           |                                                                                           |
| 1839                                     | 1841                           | Savournin Reboul              |           |                                                                                           |
| 1841                                     | 1843                           | Louis Grisolle                |           |                                                                                           |
| 1843                                     | 1848                           | Louis-Jean-Baptiste Requier   |           |                                                                                           |
| 1848                                     | 1858                           | Jean-Joseph-Charles Raynouard |           |                                                                                           |
| 1858                                     | 1859                           | Charles Ollivier              |           |                                                                                           |
| 1859                                     | 1862                           | Joseph-Timoléon Martin        |           |                                                                                           |
| 1862                                     | 1865                           | Gustave Ollivier              |           |                                                                                           |
| 1865                                     | 1870                           | Ferdinand Reboul              |           |                                                                                           |
| 1870                                     | 1872                           | Philémon Martin               |           |                                                                                           |
| 1872                                     | 1872                           | Hilarion Ollivier             |           |                                                                                           |
| 1872                                     | 1876                           | Jean-Joseph Isnard            |           |                                                                                           |
| 1876                                     | 1876                           | Marcelin Portanier            |           |                                                                                           |
| 1876                                     | 1879                           | Philémon Martin               |           |                                                                                           |
| 1879                                     | 1885                           | Edmond Bœuf                   |           |                                                                                           |
| 1885                                     | 1891                           | Marius Portanier              |           |                                                                                           |
| 1891                                     | 1892                           | Martin Ollivier               |           |                                                                                           |
| 1892                                     | 1904                           | Louis Napoléon Martin         |           |                                                                                           |
| 1904                                     | 1904                           | Henri Fauchier                |           |                                                                                           |
| 1904                                     | 1908                           | Léonard Benestan              |           |                                                                                           |
| 1908                                     | 1909                           | Alphonse Blanc                |           |                                                                                           |
| 1909                                     | 1912                           | Henri Grisolle                |           |                                                                                           |
| 1912                                     | 1919                           | Hubert Brun                   |           |                                                                                           |
| 1919                                     | 1925                           | Édouard Reboul                |           |                                                                                           |
| 1925                                     | 1926                           | Émile Feraud                  |           |                                                                                           |
| 1926                                     | 1929                           | Henri Rimbaud                 |           |                                                                                           |
| 1929                                     | 1935                           | Édouard Reboul                |           |                                                                                           |
| 1935                                     | 1937                           | Ernest Allard                 |           |                                                                                           |
| 1937                                     | 1941                           | Gabriel Aignan                |           |                                                                                           |
| 1941                                     | 1944                           | Fernand Tourrel               |           |                                                                                           |
| 1944                                     | 1951                           | Gabriel Aignan                |           |                                                                                           |
| 1951                                     | 1953                           | Léon Juvenal                  |           |                                                                                           |
| 1953                                     | 1965                           | Albert Ollivier               |           |                                                                                           |
| mars 1965                                | mars 1989                      | Albert Grisolle               |           | Mort en fonction                                                                          |
| mars 1989                                | mai 2020                       | Jean-Pierre Morin             | DVD       | Officier de marine en retraite Vice-président de la CA de la Provence Verte (2017 → 2020) |
| mai 2020                                 | juin 2023                      | Olivier Hoffmann              | SE        | Antiquaire Démissionnaire                                                                 |
| juillet 2023                             | En cours (au 30 novembre 2023) | Frédéric Toussaint            | LR        | Retraité Militaire                                                                        |

### Finances communales
En 2020, le budget de la commune était constitué ainsi :
- total des produits de fonctionnement : 1 712 000 €, soit 857 € par habitant ;
- total des charges de fonctionnement : 1 586 000 €, soit 794 € par habitant ;
- total des ressources d'investissement : 311 000 €, soit 156 € par habitant ;
- total des emplois d'investissement : 447 000 €, soit 224 € par habitant ;
- endettement : 364 000 €, soit 182 € par habitant.

Avec les taux de fiscalité suivants :
- taxe d'habitation : 11,00 % ;
- taxe foncière sur les propriétés bâties : 21,20 % ;
- taxe foncière sur les propriétés non bâties : 91,59 % ;
- taxe additionnelle à la taxe foncière sur les propriétés non bâties : 0 % ;
- cotisation foncière des entreprises : 0 %.

Chiffres clés Revenus et pauvreté des ménages en 2018 : Médiane en 2018 du revenu disponible,  par unité de consommation : 21 680 €.

## Équipements et services publics

### Eau et déchets
Sainte-Anastasie-sur-Issole dispose d'une station d'épuration d'une capacité de 1800 équivalent-habitants.

### Enseignement
Établissements d'enseignements :
- La commune dépend de l'académie de Nice. En plus d'une micro-crèche, gérée par la municipalité[37], les élèves de Sainte-Anastasie commencent leur scolarité à l'école maternelle (75 enfants)[38], puis l'école primaire (120 enfants)[39] du village.
- Collèges à Besse-sur-Issole, Rocbaron,
- Lycées à Brignoles.

### Équipements culturels
Le  centre d’art contemporain du village, qui était géré par l'intercommunalité, a été restitué en 2022 à la commune.

### Postes et télécommunications
La commune dispose d'un bureau de poste.

### Santé
Professionnels et établissements de santé :
- La commune dispose de plusieurs médecins et infirmières[43].
- Pharmacies à Besse-sur-Issole, Forcalqueiret, Carnoules.
- Les centres hospitaliers les plus proches se trouvent à Brignoles, Toulon, Hyères.

## Population et société
Les habitants sont appelés les Saintanastasiens et les Saintanastasiennes.

### Démographie

#### Évolution démographique
L'évolution du nombre d'habitants est connue à travers les recensements de la population effectués dans la commune depuis 1793. Pour les communes de moins de 10 000 habitants, une enquête de recensement portant sur toute la population est réalisée tous les cinq ans, les populations de référence des années intermédiaires étant quant à elles estimées par interpolation ou extrapolation. Pour la commune, le premier recensement exhaustif entrant dans le cadre du nouveau dispositif a été réalisé en 2008.

En 2022, la commune comptait 2 138 habitants, en évolution de +11,24 % par rapport à 2016 (Var : +4,98 %, France hors Mayotte : +2,11 %).
| 1793 | 1800 | 1806 | 1821 | 1831 | 1836 | 1841 | 1846 | 1851 |
| ---- | ---- | ---- | ---- | ---- | ---- | ---- | ---- | ---- |
| 396  | 499  | 520  | 557  | 580  | 594  | 565  | 562  | 634  |

| 1856 | 1861 | 1866 | 1872 | 1876 | 1881 | 1886 | 1891 | 1896 |
| ---- | ---- | ---- | ---- | ---- | ---- | ---- | ---- | ---- |
| 678  | 687  | 726  | 745  | 715  | 572  | 476  | 462  | 407  |

| 1901 | 1906 | 1911 | 1921 | 1926 | 1931 | 1936 | 1946 | 1954 |
| ---- | ---- | ---- | ---- | ---- | ---- | ---- | ---- | ---- |
| 726  | 413  | 387  | 335  | 331  | 332  | 281  | 281  | 261  |

| 1962 | 1968 | 1975 | 1982 | 1990  | 1999  | 2006  | 2008  | 2013  |
| ---- | ---- | ---- | ---- | ----- | ----- | ----- | ----- | ----- |
| 309  | 318  | 313  | 754  | 1 205 | 1 532 | 1 775 | 1 844 | 1 862 |

| 2018  | 2022  | - | - | - | - | - | - | - |
| ----- | ----- | - | - | - | - | - | - | - |
| 2 023 | 2 138 | - | - | - | - | - | - | - |

Inhabité en 1471, le village comptait 43 maisons en 1728 puis 634 en 1851. Après un fort exode rural ramenant la population à 309 habitants en 1962, Sainte-Anastasie a retrouvé, il y a quelques années, son deuxième souffle.

### Sports  et loisirs
Tennis, équitation, randonnées.

### Cultes
- Culte catholique, paroisse de Garéoult[47],[48], diocèse de Fréjus-Toulon.

## Économie

### Agriculture
- Coopérative vinicole de Sainte-Anastasie[49],[50].
- Polyculture et vignes.
- Les cabanes de Perremenguier[51].

### Commerces et artisanat
- Le village bénéficie de services de proximité assez complets[52] : épicerie, boulangeries, salon de coiffure, entreprises du bâtiment, etc.
- Horlogerie comtoise et provençale[53].

### Tourisme
- Camping[54].
- La gare de Sainte-Anastasie, propriété de la commune, est desservie par le train touristique du Centre-Var.
- Restaurant Bistrot de pays Tazie[55],[56].

## Culture locale et patrimoine

### Lieux et monuments
- Grotte néolithique de l’Oustalout[57],[58] ;
- Église Saint-Juste[59], et sa cloche de 1783[60] ;
- Porte Renaissance[61].
- Ancien lavoir provençal[61] ;
- Pont Vieux en dos d'âne[61] ;
- Monument aux morts[62],[63],[64].
- Oratoires[65].
- Ancienne cave coopérative, Galerie Albert Garnier[66] qui abrite des expositions[67],[68].
- Les cabanes en pierre sèche de Perremenguier[69].

### Personnalités liées à la commune
- Hubert de Garde (1544-1589), puis les familles d'Agoult, de Forbin et de Villeneuve.
- Jean-Joseph Geoffroy d'Antrechaux (1765-1830), homme politique qui est mort à Sainte-Anastasie-sur-Issole.
- Robert Mendoze (1930-2014), artiste peintre qui a résidé pendant près de 50 ans à Sainte-Anastasie-sur-Issole.

### Blasonnement
| Blason de Sainte-Anastasie-sur-Issole | Blason  | D'or à la bande ondée d'azur, accompagnée en chef d'un casque de gueules sommé d'un dragon d'argent et en pointe de quatre pals de gueules. |
| Blason de Sainte-Anastasie-sur-Issole | Détails | Le statut officiel du blason reste à déterminer.                                                                                            |

## Pour approfondir